# Lestes basidens
Lestes basidens är en trollsländeart som beskrevs av Belle 1997. Lestes basidens ingår i släktet Lestes och familjen glansflicksländor. Inga underarter finns listade i Catalogue of Life.